# JAGN1
JAGN1 (англ. Jagunal homolog 1) – білок, який кодується однойменним геном, розташованим у людей на 3-й хромосомі. Довжина поліпептидного ланцюга білка становить 183 амінокислот, а молекулярна маса — 21 125.
| 10         |  | 20         |  | 30         |  | 40         |  | 50         |
| ---------- |  | ---------- |  | ---------- |  | ---------- |  | ---------- |
| MASRAGPRAA |  | GTDGSDFQHR |  | ERVAMHYQMS |  | VTLKYEIKKL |  | IYVHLVIWLL |
| LVAKMSVGHL |  | RLLSHDQVAM |  | PYQWEYPYLL |  | SILPSLLGLL |  | SFPRNNISYL |
| VLSMISMGLF |  | SIAPLIYGSM |  | EMFPAAQQLY |  | RHGKAYRFLF |  | GFSAVSIMYL |
| VLVLAVQVHA |  | WQLYYSKKLL |  | DSWFTSTQEK |  | KHK        |  |            |

A: Аланін

D: Аспарагінова кислота

E: Глутамінова кислота

F: Фенілаланін

G: Гліцин

H: Гістидин

I: Ізолейцин

K: Лізин

L: Лейцин

M: Метіонін

N: Аспарагін

P: Пролін

Q: Глутамін

R: Аргінін

S: Серин

T: Треонін

V: Валін

W: Триптофан

Кодований геном білок за функцією належить до фосфопротеїнів. 
Задіяний у таких біологічних процесах, як імунітет, транспорт, транспорт білків. 
Локалізований у мембрані, ендоплазматичному ретикулумі.